# Верхний Прихон
Верхний Прихон — деревня в Шимском районе Новгородской области в составе Медведского сельского поселения.

## География
Находится в западной части Новгородской области на расстоянии приблизительно 11 км на северо-запад по прямой от районного центра поселка Шимск на левом берегу реки Мшага.

## История
На карте 1847 года уже была отмечена как поселение с 193 дворами. В 1907 году здесь (Новгородского уезда Новгородской губернии) было учтено две деревни: Верхний Прихон-1 с 70 дворами и Верхний-Прихон-2 с 83. К 2010 году деревни были объединены.

## Население
Численность населения: 578 и 513 человек в первом и втором Верхнем Прихоне соответственно (1907 год), 305 (русские 92 %) и 39 (русские 92 %) в 2002 году также соответственно для первого и второго Верхнего Прихона, 289 в 2010.